# گتیاوالا
گتیاوالا (به لاتین: Getiyawala) یک روستا در سری‌لانکا است که در استان مرکزی واقع شده‌است.